# Emanuele Catarinicchia
Emanuele Catarinicchia (ur. 12 lipca 1926 w Partinico, zm. 26 stycznia 2024 w Mazara del Vallo) – włoski duchowny rzymskokatolicki, w latach 1987-2002 biskup Mazara del Vallo.

## Życiorys
Święcenia kapłańskie przyjął 2 kwietnia 1949. 11 listopada 1978 został mianowany biskupem Cefalù. Sakrę biskupią otrzymał 17 grudnia 1978. 7 grudnia 1987 objął rządy w diecezji Mazara del Vallo. 15 listopada 2002 przeszedł na emeryturę.